# Nintendo Entertainment System
« NES » redirige ici.  Pour les articles homonymes, voir Nes.
Pour son équivalent japonais, voir Famicom.
La Nintendo Entertainment System, par abréviation NES, également couramment appelée Nintendo en France,,, est une console de jeux vidéo de génération 8 bits fabriquée par l'entreprise japonaise Nintendo et distribuée à partir de 1985 (1987 en Europe). Son équivalent japonais est la Family Computer (ファミリーコンピュータ, Famirī Konpyūta), ou Famicom (ファミコン, Famikon), sortie quelques années avant, en 1983. En Corée du Sud, la NES porte le nom de Hyundai Comboy (컴보이) et en Inde, celui de Tata Famicom.
La console connut un succès mondial, ce qui aida à redynamiser l'industrie du jeu vidéo après le krach du jeu vidéo de 1983, et ce qui fixa les normes pour les consoles suivantes, du game design aux procédures de gestion. Il s'agit de la 13e console de jeux vidéo la plus vendue avec 62 millions d'unités vendues. Super Mario Bros. est le jeu le plus vendu sur la console ; son succès fut tel que ce jeu justifiait bien souvent l'achat de la console à lui tout seul, devenant ainsi un killer game.

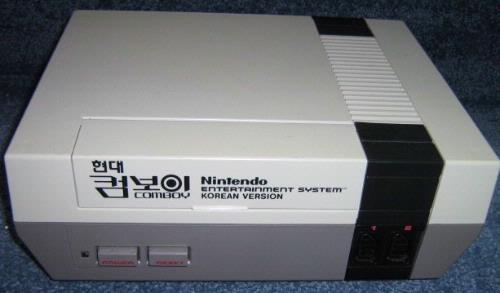
La Comboy, la NES coréenne.

## Histoire
L'histoire de la NES commence au Japon en 1981. Sa longévité est la plus importante de toutes les consoles (devant l'Atari 2600 et la PlayStation). Au total, 1 251 jeux ont été développés pour la console, toutes régions confondues.

### Débuts au Japon

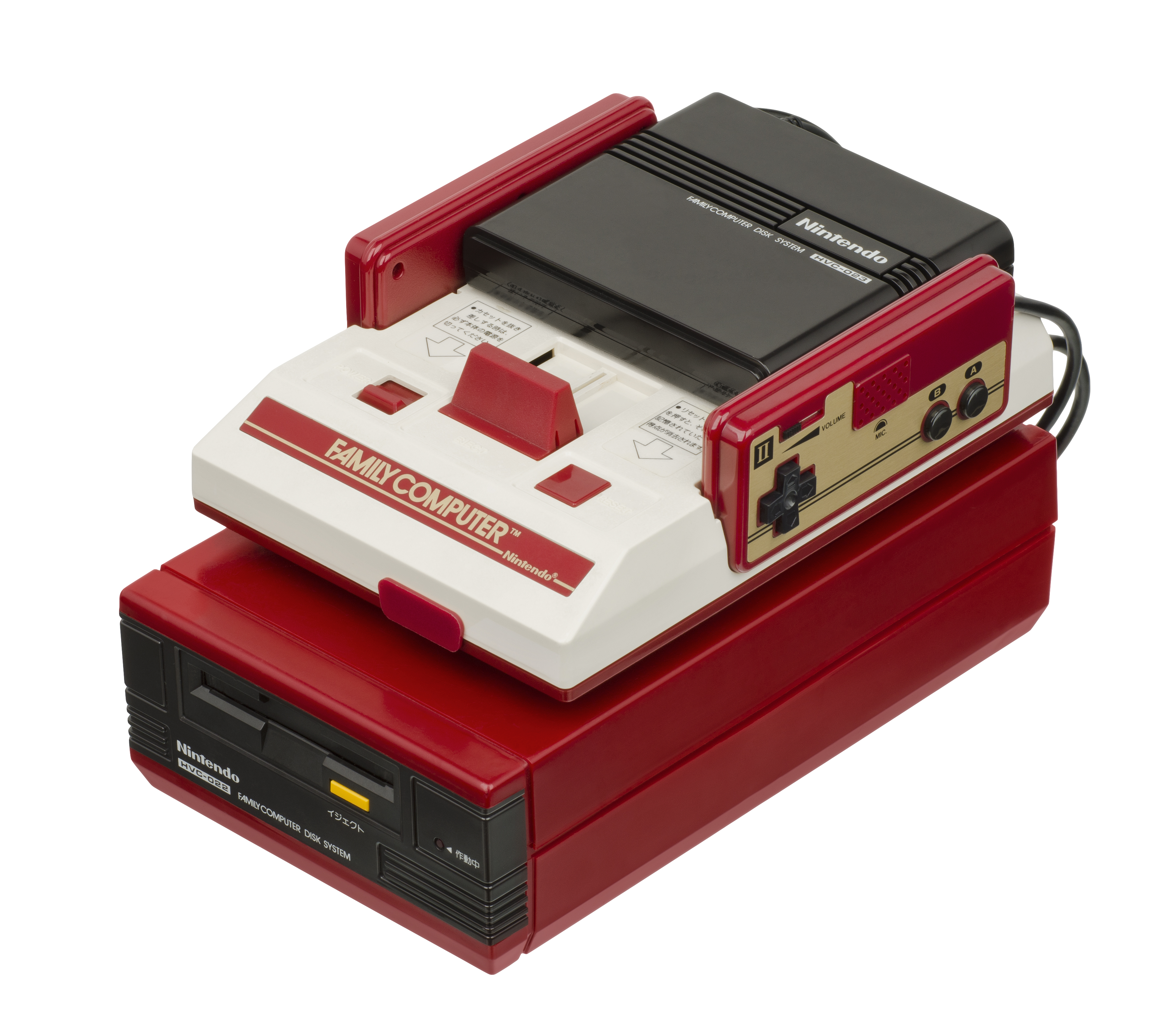
La Famicom et ses deux manettes, accompagnés d'un Famicom Disk System, un lecteur de disquettes distribué uniquement au Japon.

Après avoir rencontré le succès avec une série de jeux d'arcade au début des années 1980, Nintendo planifia dès novembre 1981 la production d'une console de salon à cartouches interchangeables, un dispositif non inclus sur les Color TV Game. Par souci d'économie, la première Famicom était rouge car le plastique rouge était le moins cher de tous à l'époque. Sa conception commence en 1981 sous le nom de code Young Computer (Ordinateur Jeune). À cette époque, le président Hiroshi Yamauchi déclare à ses employés qu'il voulait une console dont les performances seront telles que la concurrence ne pourrait ni la copier, ni l'égaler avant au moins trois ans. De plus, elle devrait coûter moins de 10 000 ¥. Masayuki Uemura et son équipe conçoivent le système en faisant preuve d'ingéniosité et en économisant sur le moindre détail pour arriver aux exigences du président.
Après deux ans de travail, elle sort au Japon le 15 juillet 1983 pour 14 800 ¥(environ 18 490 ¥ en 2021), accompagnée de trois ports de jeux d'arcade à succès de Nintendo : Donkey Kong, Donkey Kong Jr. et Popeye. Bien que la barre des 10 000 ¥ soit dépassée, la Famicom (abréviation de Family Computer) reste la machine la moins chère de l'époque, et en prime la plus puissante du marché. Les débuts de la Famicom sont plutôt difficiles : pendant les premières semaines, beaucoup ont critiqué la console en la jugeant peu fiable, sujette à des anomalies de fonctionnement et à de gros ralentissements. Après le rappel du produit et sa réédition avec une nouvelle carte mère, la popularité de la Famicom grimpe. Contre toute attente, elle est vendue à 500 000 exemplaires en deux mois, devenant la console la mieux vendue au Japon vers la fin de l'année 1984. Encouragé par ce succès, Nintendo tourne bientôt son attention vers le marché nord-américain. En parallèle, à la fin des années 1980, un foyer japonais sur trois est équipé de la Famicom, et Nintendo est l'entreprise japonaise la plus rentable, devant Toyota. Afin de rendre la console plus abordable, Nintendo vendait la Famicom à un prix inférieur au coût de sa production. Tous leurs bénéfices provenaient donc des jeux. En 2010, la console compte 39 titres dépassant le million d'exemplaires vendus.

### Popularisation en Amérique
Nintendo ne se sentant pas de taille pour concurrencer Atari, à une époque où Atari et jeu vidéo étaient pour ainsi dire synonymes, fait appel à eux pour la distribution de la console en Amérique, et commence les négociations, notamment pour la nommer « Nintendo Video Gaming System ».[réf. nécessaire] Atari refuse l'affaire[source insuffisante], ayant déjà engagé le développement de la future Atari 7800 qui succédera à l'Atari 2600.

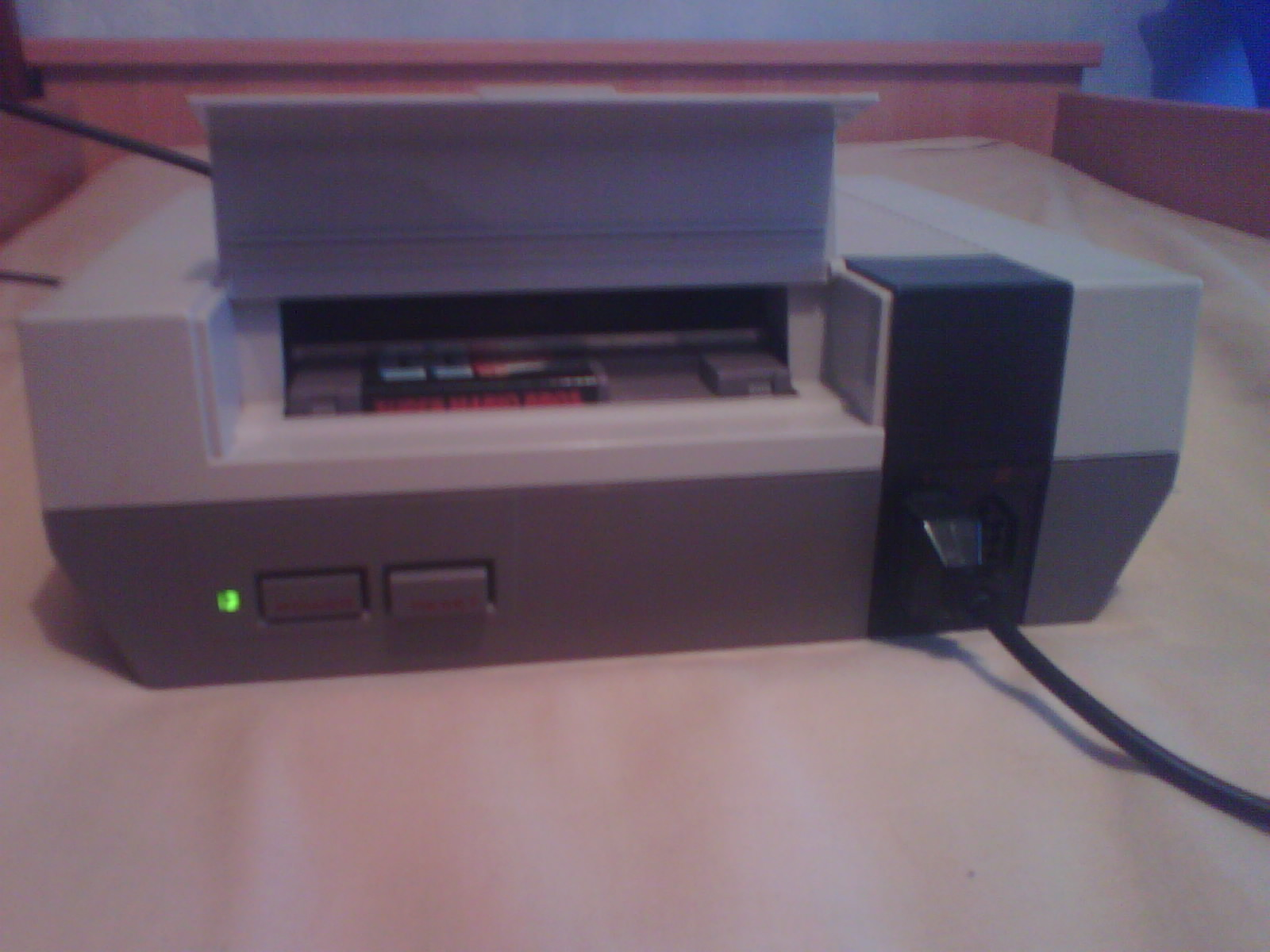
La Nintendo Entertainment System, sortie en Amérique du Nord et en Europe, est différente de la Famicom notamment par son apparence et son système d'insertion des jeux.

En 1983 survient le krach du jeu vidéo aux États-Unis. Les consoles attirent alors beaucoup moins, le public se tournant vers les ordinateurs familiaux. Dans ce contexte morose, Nintendo pense alors ajouter à sa console un clavier, un enregistreur de cassettes, une manette de jeu sans fil, un joystick, ainsi qu'une cartouche spéciale BASIC. Le tout est rebaptisé « Nintendo Advanced Video System ». Bien qu'ayant été officiellement présentés au CES de 1984, ces ajouts seront abandonnés. Finalement, Nintendo dévoila sa version américaine de la Famicom en juin 1985 au Summer Consumer Electronics Show (CES) à Las Vegas. Avec un aspect plus « tendance » et un nouveau nom, la Nintendo Entertainment System (NES) s'est avérée aussi populaire en Amérique que la Famicom au Japon. Au départ, seuls 50 000 exemplaires sont mis en vente, uniquement à New York, et se vendent rapidement. Devant le succès de ce test, la compagnie approvisionne de nouveaux stocks dans tout le pays. La NES joua un rôle majeur dans la redynamisation de l'industrie du jeu vidéo, affaiblie par le krach de 1983. Nintendo commence le 18 octobre 1985 à vendre en dehors des États-Unis, et en février de l'année suivante, c'est tout le nord de l'Amérique qui est approvisionné. Nintendo sort simultanément dix-huit titres de lancement : 10-Yard Fight, Baseball, Clu Clu Land, Donkey Kong Jr. Math, Duck Hunt, Excitebike, Golf, Gyromite, Hogan's Alley, Ice Climber, Kung Fu, Mach Rider, Pinball, Stack-Up, Super Mario Bros., Tennis, Wild Gunman, et Wrecking Crew.

### Arrivée en Europe
Pour le restant de la décennie, Nintendo devint le leader incontesté des marchés américains et japonais du jeu vidéo, et ses jeux établirent de nouveaux records de vente. Cependant, la console n'était pas encore implantée dans le reste du monde occidental. Ainsi, en Europe et en Australie, elle sortit dans deux régions séparées de vente, la « A » et la « B ». La distribution dans la région « B », se composant de la majeure partie du continent européen, est le travail de différentes compagnies, Nintendo étant responsable de la plupart des sorties de cartouches. La console sort en 1986 pour la région « B ». Mattel se charge de la distribution pour la région « A », comprenant le Royaume-Uni, l'Irlande, l'Italie, l'Australie et la Nouvelle-Zélande, à partir de 1987. À partir de 1990, une branche européenne de Nintendo assure la distribution dans l'ensemble de l'Europe. Au même moment, Sega concurrence la console de Nintendo avec sa Master System dans de nombreux pays du monde. En dépit de cette dernière, la NES est devenue en 1990 la console la plus populaire de l'histoire du jeu vidéo, Nintendo estimant en avoir vendu 62 millions d'exemplaires, et 500 millions de jeux à travers le monde. La NES n'est pas disponible en Union soviétique.

### En France
La NES devait initialement être commercialisée en septembre 1987 en même temps que le Master System mais la livraison par bateau venant du Japon prit du retard. Elle ne sera ainsi commercialisée que vers la fin octobre 1987 et distribuée par ASD. La France reçoit du Japon 40 000 consoles pour son lancement, mais il ne s'en écoulera que 10 000 en cette fin d'année 1987. La console sort en deux bundles : le "Control Deck" à 1 490 francs avec Super Mario Bros. et le "Deluxe set" à 1 790 francs avec Gyromite et son Robot ainsi que Duck Hunt et son Zapper gris. 27 jeux accompagnent le lancement et un total d'une trentaine seront disponibles d'ici Noël 1987. Elle est vendue en France à 1 490 francs, ce qui est un peu plus cher que les 199,99 $ affichés aux États-Unis en 1985 (sachant que 1 $ est environ égal à 0,80 € en 1986, 199,99 $ font environ 160 €, soit 1 050 francs en 1987). La différence de prix entre la NES et la Famicom est due aux coûts d'exportation et aux différences matérielles des deux consoles.
Le premier article de presse français pour la NES française se trouve dans le Science et Vie Micro de juillet-août 1987. La première publicité télévisée pour la NES en France date de décembre 1987. En janvier 1988, Bandaï reprend la distribution à ASD, qu'elle aurait dû avoir dès avril 1987. ASD aura fait perdre un temps précieux à Nintendo pour implanter sa NES en France face à sa concurrente le Master System de Sega : lancement en octobre au lieu d'avril et faibles ventes (entre 10 000 et 40 000). Bandaï en profite pour lancer une dizaine de nouveaux jeux et faire passer le prix du bundle avec Super Mario Bros. de 1190 FF à 990 FF. En 1988, il ne se vendra que 33 000 consoles et 45 000 jeux. La base installée de la NES est donc de 43 000 à la fin 1988. Le jeu le plus attendu de l'histoire de la NES en France sera, et de loin, d'après la hotline de Nintendo, Zelda II: The Adventure of Link, qui bénéficiera ainsi de la plus grosse campagne publicitaire pour un jeu NES en France, suivi par Super Mario Bros. 3 et TMNT. Super Mario Bros. 3 sera l'un des plus gros succès de la NES en France.
La base installée passe le million à la mi-1991 et atteint 1,8 million au 31 décembre 1993. Le pic de ventes de la NES en France est atteint en 1991 avec 697 000 consoles vendues, les ventes de NES s'effondreront à la sortie de la Super Nintendo en avril 1992. Nintendo n'avait prévu de sortir sa 16-bits Super Nintendo en France qu'en septembre 1992 mais devant la pression de la concurrence, à savoir Sega et sa 16-bits MegaDrive sortie en septembre 1990, Nintendo la sort à la hâte en avril. La décision fut peut-être bonne pour la guerre des 16-bits mais on peut se demander si la NES n'a pas été tuée trop vite en France avec la sortie de sa remplaçante 16-bits, en 1991 les ventes de NES étaient au plus haut et ne montraient aucun signe de ralentissement. Au total, 6 millions de jeux seront vendus sur la NES française, bundles inclus, ce qui ne fait que 3 jeux par console (à comparer aux 12 jeux par console au Japon et sans bundles).

### Fin de carrière

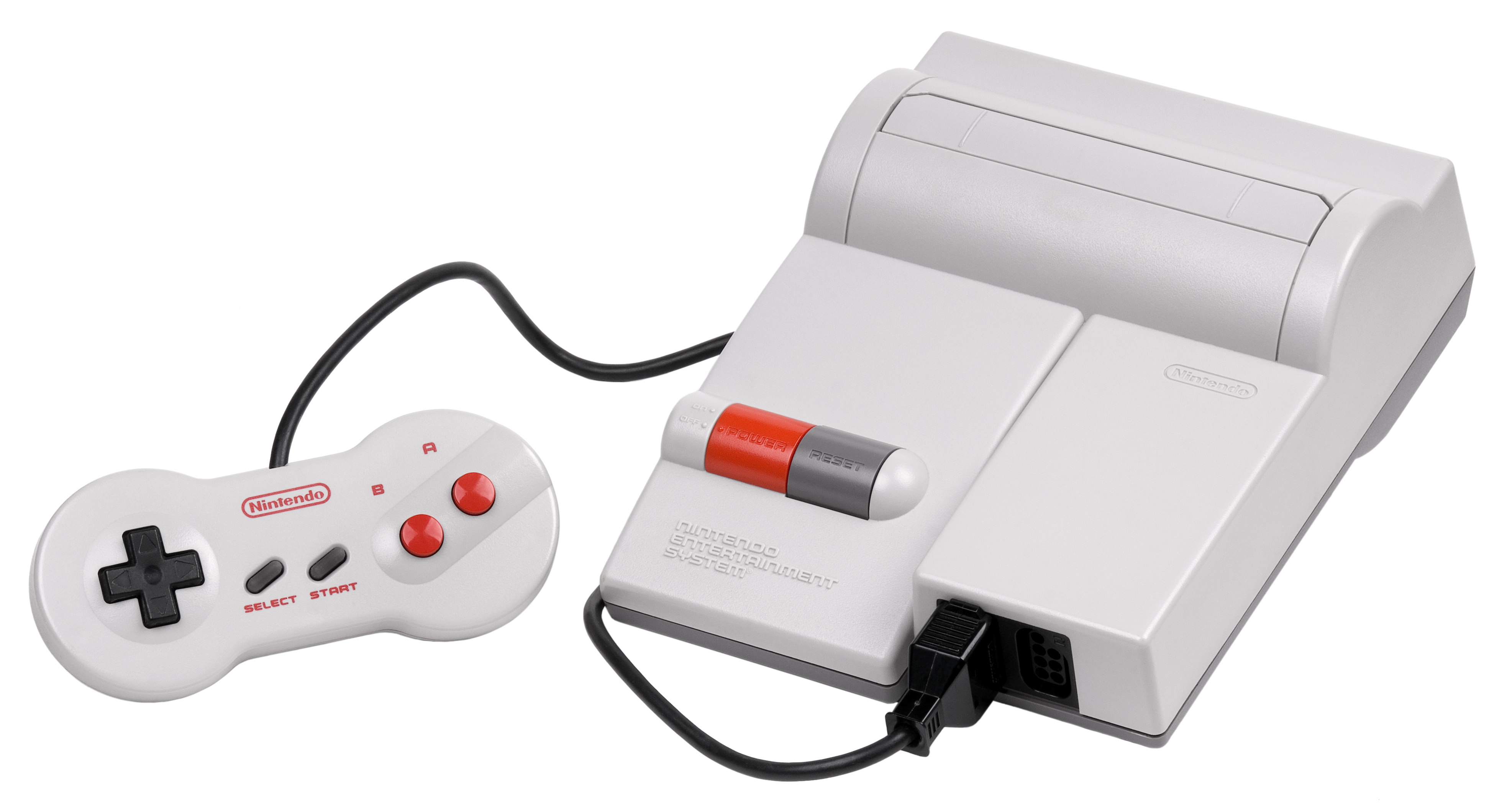
La NES 2, version américaine de la Famicom AV, et sa manette « Dogbone ».

Durant le début des années 1990, les fabricants remplacent leurs consoles par des systèmes à 16 bits, technologiquement supérieurs, comme la MegaDrive de Sega (connue sous le nom de Sega Genesis en Amérique du Nord). La fin de la domination de la NES est due notamment à sa propre succession, la Super Nintendo Entertainment System (SNES). Nintendo continue de soutenir la NES pendant la première moitié de la décennie, hors Europe, sortant même une nouvelle version de la console en 1993, la Famicom AV (ou Family Computer AV) au Japon et le Nintendo Entertainment System Top Loader (ou NES 2) en Amérique, pour la rajeunir et corriger quelques erreurs de conception. En 1995, en raison de ventes déclinantes et du manque de nouveaux jeux, Nintendo of America arrête officiellement la distribution de la console. Malgré cela, Nintendo of Japan continue de produire le nouveau modèle de la Famicom, jusqu'à ce que la compagnie arrête officiellement sa production en octobre 2003. Les développeurs ont donc cessé la réalisation de jeux pour la NES, mais un certain nombre de franchises et de séries de grandes qualités ont été adaptées sur de nouvelles consoles et restent populaires à ce jour. Super Mario Bros., The Legend of Zelda, et Metroid de Nintendo sont des franchises qui ont fait leurs débuts sur la NES, de même que Mega Man de Capcom, que la série des Castlevania de Konami, et celle des Dragon Quest de Enix et des Final Fantasy de Square Soft.
Un marché de collectionneurs s'est développé dans les années suivant la « mort » officielle de la NES en occident, à partir de magasins spécialisés, de brocantes à domicile et de marchés aux puces, faisant redécouvrir la NES à de nombreux joueurs. Couplée à la croissance de l'émulation, la fin des années 2000 est presque un deuxième âge d'or pour cette console.

### Nintendo Classic Mini: Nintendo Entertainment System
Ne doit pas être confondu avec Nintendo Mini Classics.
Le 14 juillet 2016, Nintendo annonce la sortie de le Nintendo Classic Mini: Nintendo Entertainment System, une version modifiée de la console d'origine avec quelques différences notables : une taille réduite, une connexion HDMI, une résolution de 720p à 60 Hz, et des connecteurs identiques à une wiimote, une version modifiée de la manette d'origine ne se différenciant de cette dernière que par la connectique.
Trente jeux pré-installés accompagnent la console (Balloon Fight, Bubble Bobble, Castlevania, Castlevania II: Simon's Quest, Donkey Kong, Donkey Kong Jr., Double Dragon II: The Revenge, Dr Mario, Excitebike, Final Fantasy, Galaga, Ghosts'n Goblins, Gradius, Ice Climber, Kid Icarus, Kirby's Adventure, Mario Bros., Mega Man 2, Metroid, Ninja Gaiden, Pac-Man, Punch-Out!! Featuring Mr Dream, StarTropics, Super C, Super Mario Bros., Super Mario Bros. 2, Super Mario Bros. 3, Tecmo Bowl, The Legend of Zelda et Zelda II: The Adventure of Link).
Le port cartouche est purement décoratif : cette console mini n'est en soi qu'un émulateur. Les droits des jeux étant détenus par des éditeurs variés, la vidéothèque de 30 titres inclus avec cet émulateur légal est loin de faire l'unanimité et de représenter tout ce qu'a la NES/Famicom ont à offrir. Cette console a été hackée dans le but d'y ajouter des jeux ou d'autres systèmes (Sega, Atari, SNES...). La console sort le 12 novembre 2016 en Europe au prix de 60 euros, tandis que les manettes supplémentaires sont proposées à 10 euros,. La manette est critiquée pour la courteur de son câble (76 cm). Au Japon, Nintendo propose la Nintendo Classic Mini: Family Computer à partir du 10 novembre avec une liste de jeux légèrement différentes de la version NES Mini.
Les composants utilisés à l'intérieur de la console sont totalement différents, d'abord parce que la taille relativement petite du nouveau modèle impose d'utiliser des composants et circuits moins grands qu'auparavant, mais aussi par souci d'âge, le modèle original étant sorti il y a plus de trente ans, il serait impossible de produire les mêmes composants électroniques de l'époque. Les manettes sont pratiquement les mêmes, mis à part une sensation en main légèrement améliorée, les contrôleurs gardant absolument le même design emblématique et n'ayant pas subi de miniaturisation quant à leur taille, contrairement à la console.
Nintendo n'est pas le premier constructeur à avoir sorti une mini console classique. L'ont précédé la Sega Genesis Plug & Play console by Radica (2003), l'Atari Flashback (2004), la ColecoVision Flashback (2014), ou encore l'Intellvision Flashback (2014). La NES Classic est en revanche la première à avoir connu un tel retentissement. Pensée par Nintendo comme une rentrée d'argent alternative précédant le lancement de la Nintendo Switch, la NES Mini s'est illustrée par d'excellents résultats de ventes, dépassant même ceux de la Wii U durant la même période. Selon NPD Group, la console se serait écoulée en novembre 2016 aux États-Unis à 196 000 unités.

## Paquetages promotionnels
Durant toute son existence, la NES est distribuée dans des paquetages promotionnels. La console reste la même, ainsi que son câble Péritel RVB, son câble d'alimentation et ses deux manettes, mais chaque paquetage est empaqueté avec des jeux et des accessoires différents.
Pour sa sortie en Amérique du Nord, la NES est distribuée dans deux paquetages différents. Le premier, le Control Deck, est vendu à 199,99 $ et comprend le jeu Super Mario Bros.. Le second paquetage, le Deluxe Set, est vendu à 249,99 $ et est constitué d'un R.O.B., d'un NES Zapper et de deux jeux : Duck Hunt et Gyromite.
Durant le reste de la durée de vie commerciale de la NES en Amérique du Nord, Nintendo a fréquemment ressorti la console dans de nouveaux paquetages promotionnels pour profiter de nouveaux accessoires ou de jeux populaires. Ainsi le NES Action Set, un paquetage sorti en novembre 1988 à 199,99 $, remplace les deux premiers paquetages. Il comprend le NES Zapper et une version multicartouche de Super Mario Bros. et Duck Hunt. L'Action Set devint le plus vendu des paquetages promotionnels sortis par Nintendo. En décembre 1988, pour coïncider avec la sortie du Power Pad, Nintendo distribue le paquetage Power Set, comprenant l'Action Set, le Power Pad et l'ajout du jeu World Class Track Meet sur la multicartouche. Le même mois sort également le paquetage NES Sports Set, incluant un NES Satellite, quatre manettes de jeu et une version multicartouche des jeux Super Spike V'Ball et Nintendo World Cup.
Deux autres paquetages promotionnels contenant le modèle original de la NES furent commercialisés : le Challenge Set, qui inclut le titre Super Mario Bros. 3, et le Bundle Basic Set, incluant uniquement la console, ses câbles et les deux manettes. D'autres paquetages promotionnels voient également le jour en Europe, reprenant le contenu du Basic Set, en y ajoutant un jeu, comme le paquetage Tortues Ninja qui contient le jeu Teenage Mutant Hero Turtles,.
Enfin, avec la mise sur le marché de la NES 2, Nintendo produit un nouveau paquetage promotionnel appelé Control Deck, comprenant le nouveau modèle de la NES, deux manettes de jeu refaites et une version multicartouches des jeux Final Fantasy I et Final Fantasy II. Sorti en octobre 1993, ce dernier paquetage est vendu 49,99 $ (39 €) et reste en production jusqu'à la fin de la NES. Il s'en est vendu un million d'exemplaires,.

## Matériel

### Manettes

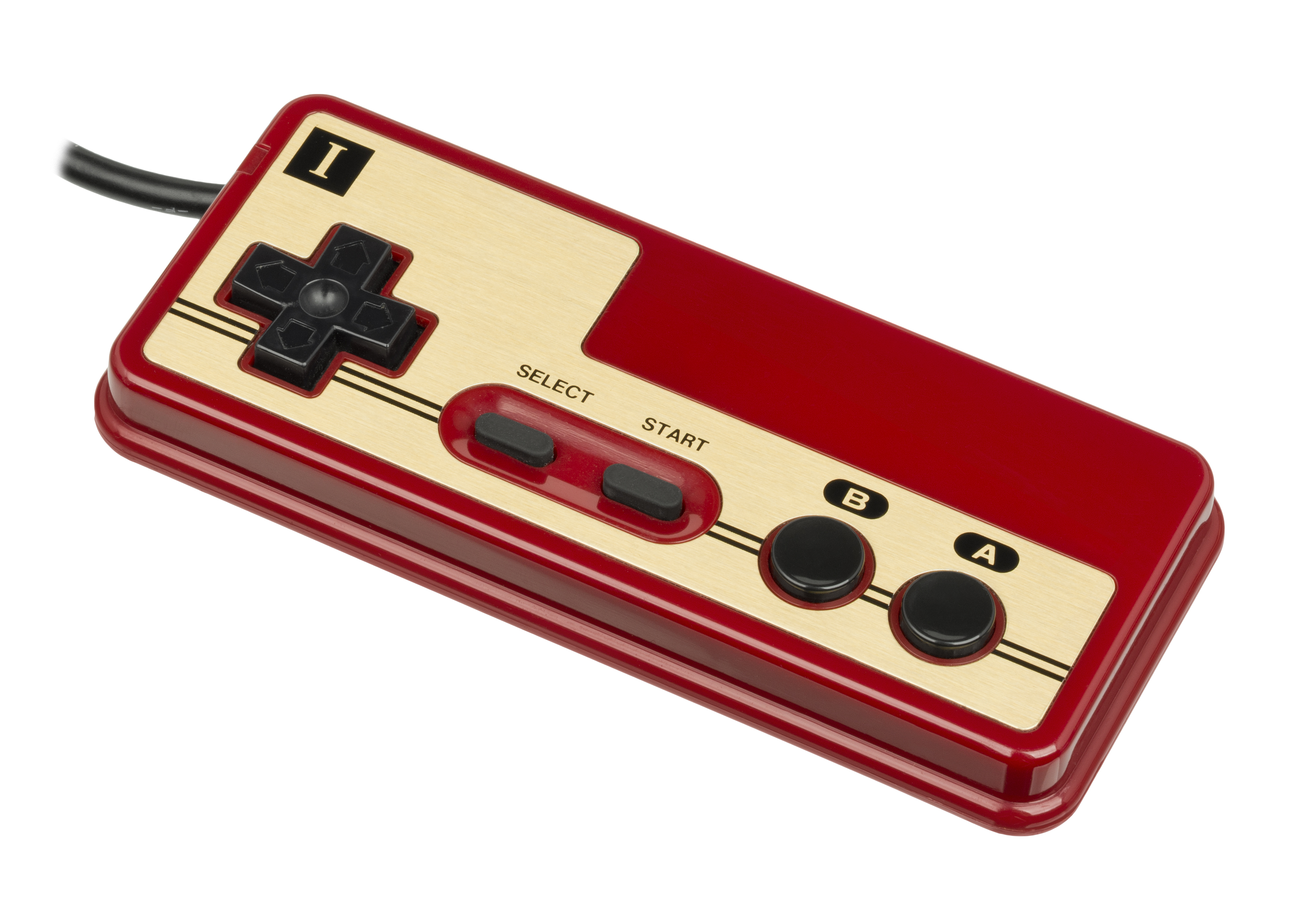
Les manettes du Famicom sont simplistes d'apparence, mais elles étaient innovantes pour l'époque, notamment grâce à leur microphone intégré.

La manette de jeu utilisée par la NES et la Famicom a l'apparence d'une brique, avec quatre boutons disposés simplement : deux boutons ronds appelés « B » et « A » (carrés sur les tout premiers modèles), un bouton « Start » et un bouton « Select ». Elle dispose également d'un D-pad, conçu par un employé de Nintendo, Gunpei Yokoi, pour leurs consoles Game & Watch, remplaçant les joysticks plus encombrants présents sur les manettes de l'époque. Il est également possible que la manette de la NES et de la Famicom ait été directement influencée par la manette de la console Vectrex sortie en 1982. Ces manettes se ressemblent fortement : un D-pad et un joystick analogique du côté gauche, et quatre boutons horizontalement disposés du côté droit. En raison de sa forme, la manette de jeu de la NES 2 était surnommée aux États-Unis « dogbone » (littéralement « os de chien »).
La Famicom utilise deux manettes de jeu, qui sont câblées au dos de la console. La seconde manette est privée des boutons « Start » et « Select », mais dispose d'un petit microphone. Relativement peu de jeux se sont servis de ce dispositif. Les premières unités produites de Famicom avaient des boutons « B » et « A » carrés et en caoutchouc. Ils ont été rapidement remplacés par des boutons circulaires en plastique solide, car les boutons carrés restaient coincés dans la coque de la manette une fois enfoncés. La NES utilise deux manettes de jeu branchables, à insérer dans des ports 7 broches (pins) sur le devant de la console. Les boutons « Start » et « Select » sont présents sur les deux manettes de la NES, et le microphone a été retiré. Le reste de la manette reste identique à celui de la Famicom.

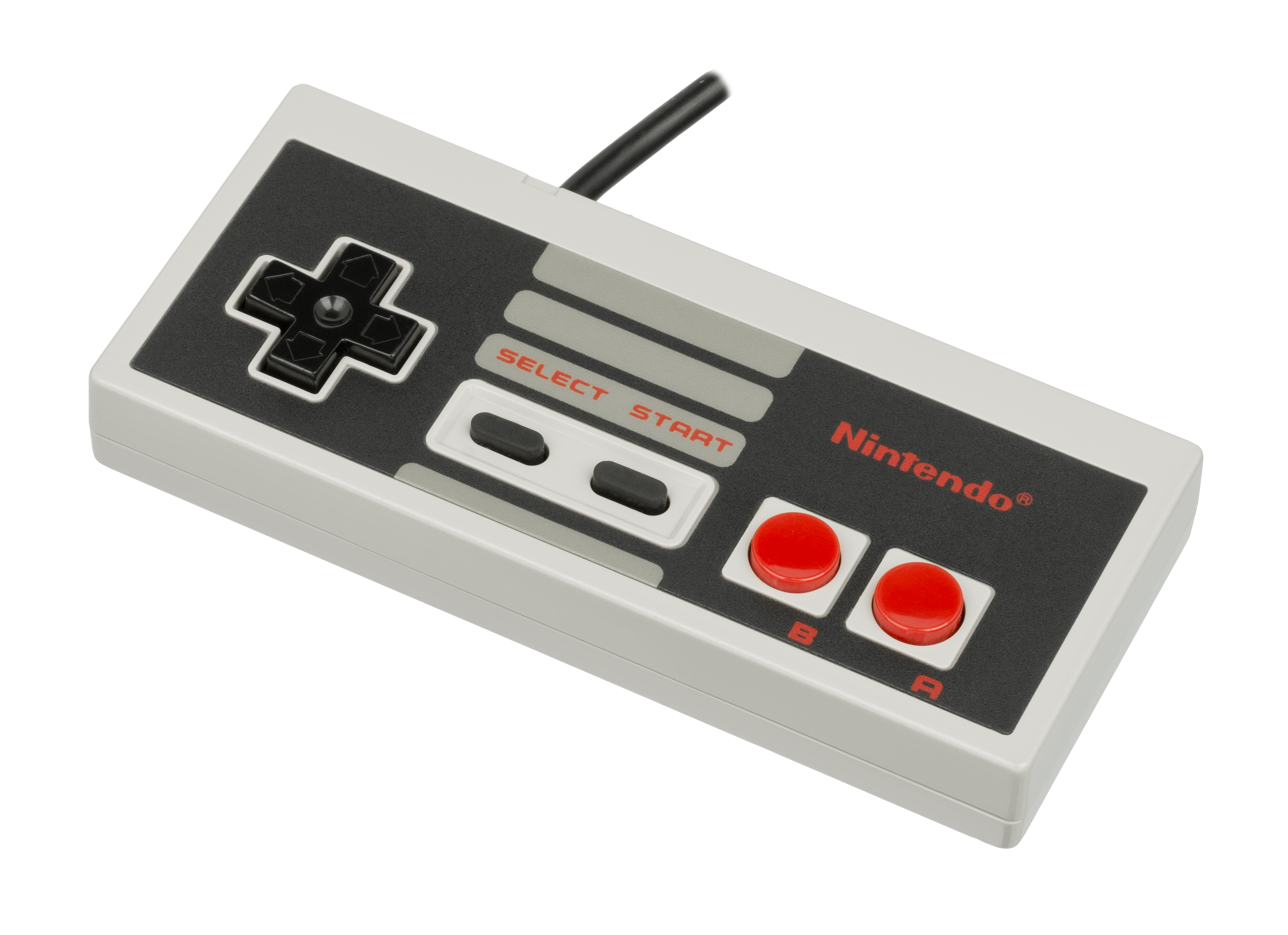
Les manettes de la NES, aux couleurs de la console, disposaient toutes les deux des boutons « Start » et « Select ».

D'autres accessoires, faisant parfois office de gadgets, ont été conçus pour la console, utilisés dans des jeux leur étant spécifiques, comme le NES Zapper, le Power Pad, le R.O.B. ou le Power Glove. La Famicom dispose d'un port d'extension D-sub sur le devant de la console, auquel peuvent être raccordés de nombreux appareils auxiliaires. Sur la NES, ces accessoires sont généralement branchés sur l'un des deux ports à l'avant de la console, à la place d'une manette traditionnelle.
Avec la sortie de la Famicom AV et de la NES 2, la manette principale a été relookée : il s'agit de la manette « Dogbone ». Bien que la disposition originale des boutons ait été maintenue, la manette dispose d'une meilleure ergonomie, proche de la manette du Super Nintendo. Elle est compatible sur toutes les consoles NES du monde (excepté le premier Famicom). À noter que les manettes NES originales sont tout à fait compatibles avec la Famicom AV et la NES 2.
La manette originale de la Famicom est devenue un des symboles de la console. Nintendo a d'ailleurs imité plusieurs fois l'aspect visuel de la manette sur de récents produits, comme pour le Game Boy Advance SP Famicom 20th Anniversary, en édition limitée.

### Cartouches

#### Codage Nintendo
Afin de limiter artificiellement l'importation des jeux, Nintendo sépare le marché mondial en quatre parties : les régions « A » et « B » de l'Europe, l'Amérique du Nord et l'Asie. De ce fait, presque toutes les cartouches de la NES possèdent un code, inscrit à l'avant de la coque. Ces codes sont du type « NES-xx-YYY ». Les « xx » constituent un identifiant (ID) unique pour chaque jeu. L'ID peut être constitué de deux lettres, ou d'une lettre et d'un chiffre (par exemple, « CV » pour Castlevania et « B2 » pour Bubble Bobble). Les « YYY » sont l'ID d'un pays ou d'une zone de distribution. Il est constitué uniquement de lettres (par exemple « USA », « EEC » ou « FRA »). En Europe notamment, de nombreux jeux sont sortis sous plusieurs versions dans un même pays, en conséquence de ce codage.

#### Différentes cartouches

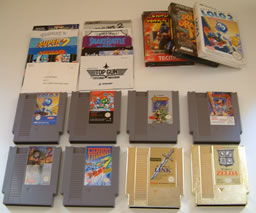
Cartouches et emballages occidentaux.

Les cartouches japonaises sont de couleurs, de formes et de tailles différentes, et arborent souvent des dessins typés manga. Les emballages sont également de couleurs et de tailles différentes, contiennent une notice illustrée en couleur, et sont généralement remplis de cadeaux en tous genres, tels que des autocollants ou des cartes collector. Les emballages occidentaux ont quant à eux une apparence standardisée. Les cartouches sont grises (hormis certaines versions de The Legend of Zelda et Zelda II qui sont dorées) et de grand format. Les notices sont plus petites, en couleurs pour celles de Nintendo mais mal traduites et monochromes pour les jeux d'éditeurs tiers. Les boîtes au format A5 ne servent que d'emballage.
Il existe également des cartouches pirates, qui sont principalement apparues sur le marché asiatique et qui contiennent en général un grand nombre de jeux, pouvant dépasser parfois les cent titres. Sur ces cartouches se trouvent des jeux licenciés piratés, des copies plus ou moins bonnes de jeux populaires, de nombreux jeux techniquement dépassés, beaucoup de jeux de cartes, de puzzles et autres, et parfois des jeux inconnus mais de très bon niveau. On trouve aussi sur le marché des cartouches de tests et autres prototypes, utilisés par les développeurs pendant leurs travaux. Elles sont signées à la main directement sur la coque. Ce genre de cartouches est très recherché par les collectionneurs.

#### Intérieur
Cette section ne s'appuie pas, ou pas assez, sur des sources secondaires ou tertiaires indépendantes du sujet. Le texte peut contenir des analyses inexactes ou inédites de sources primaires.
Pour l'améliorer, ajoutez-en, ou placez des modèles {{Source secondaire souhaitée}} ou {{Source secondaire nécessaire}} sur les passages mal sourcés. (septembre 2022)
Les cartouches de la NES ont trois composantes principales : de la mémoire ROM qui contient le programme, une autre puce de ROM (ou de RAM) pour les graphismes, et une puce d'authentification nommée 10NES, qui permet de communiquer avec la console pour valider l'authenticité du jeu (afin que seules les cartouches fabriquées par Nintendo puissent fonctionner). Normalement, la mémoire ROM du programme est limitée à 32 ko, et la mémoire ROM (ou RAM) des graphismes à 8 ko. Il est cependant possible d'utiliser des circuits spéciaux nommés mappers pour alterner entre plusieurs banques de mémoire dynamiquement, et ainsi de permettre des cartouches avec plus de mémoire que ce que la NES permettrait normalement.
Le nom de mapper vient de l'usage originel de ces circuits comme systèmes servant à gérer l'adressage de différentes sections de la mémoire d'une cartouche. Au départ, des circuits intégrés logiques simples vont permettre aux programmeurs d'avoir plus de ROM en faisant du bankswitching, c'est-à-dire en jonglant entre plusieurs banques de mémoires en changeant les lignes du bus d'adresses de poids fort. Au fil du temps, ces circuits obtiennent d'autres fonctionnalités comme la génération d'interruption matérielles ou la gestion d'une puce de RAM ou d'EEPROM servant à enregistrer des informations entre les sessions de jeu. Nintendo va rapidement se mettre à fabriquer ses propres circuits intégrés pour avoir accès à de meilleures fonctionnalités. Ces puces sont les MMCx (on présume que MMC signifie Multi Memory Controller ou Memory Management Controller). Il existe 5 différentes puces MMC.
Il y a également de nombreuses puces manufacturées par d'autres compagnies que Nintendo, notamment la série des VRC de Konami, le FME-7 de Sunsoft ou le N106 de Namco.

### Différences régionales

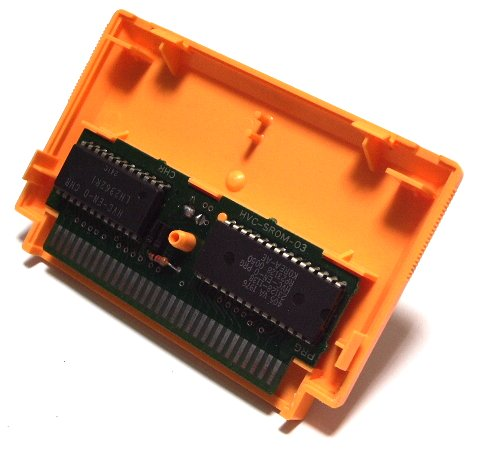
Vue intérieure d'une cartouche de la Famicom, sur laquelle sont présentes les 60 broches (30 d'un côté, 30 de l'autre).

Bien que la Famicom japonaise et la NES internationale aient inclus essentiellement le même matériel, il y avait des différences majeures entre les deux systèmes :
- Apparence des consoles
La Famicom est constituée d'un port cartouches sur le dessus, d'un port d'extension à 15 broches situé sur le panneau avant (car les manettes étaient câblés au dos de la console), et d'un schéma de couleurs rouge et blanc. La NES est constituée d'un port cartouches à l'avant, caché sous un clapet, de deux ports manettes également à l'avant, d'un port d'extension à l'arrière et d'un schéma de couleurs gris, noir et rouge.
- Cartouches 60 broches contre cartouches 72 broches
La Famicom originale et la AV Famicom utilisent des cartouches 60 broches, qui sont en conséquence légèrement plus petites que celles de la NES et de la NES 2, étant des 72 broches. Sur les cartouches NES, quatre broches sont utilisées par la puce d'authentification 10NES[53] et dix broches sont utilisées pour connecter directement la cartouche et le port d'extension entre eux. En revanche, deux broches qui ont permis à des cartouches Famicom de fournir leurs propres puces sonores ont été enlevées. Beaucoup de jeux (tels que Stack-Up) sortis en Amérique du Nord étaient simplement des cartouches de Famicom fixées à un adaptateur (tel que le T89 Cartridge Converter[54]), pour leur permettre de s'adapter au matériel de la NES. Nintendo a fait ceci pour réduire les coûts et l'inventaire, en employant les mêmes cartouches en Amérique et au Japon.
- Accessoires différents
Un certain nombre de périphériques et de logiciels sont sortis sur la Famicom. Peu de ces dispositifs sont sortis du Japon.
  - Famicom Disk System (FDS) - Bien que non inclus avec le système originel, un périphérique de lecteur de disquettes très populaire est sorti pour la Famicom, au Japon seulement. Nintendo n'a jamais sorti le périphérique hors du Japon, invoquant des soucis concernant les logiciels produits illégalement. Les jeux notables sortis sur le FDS incluent Doki Doki Panic, une édition spéciale de Metroid et la version originale de Super Mario Bros. 2[55].
  - Famicom Keyboard - Un clavier, nécessaire pour faire du BASIC, sur Famicom grâce au Family BASIC. Il a permis à de nombreux joueurs de créer leurs propres jeux. Beaucoup de programmeurs ont fait leurs premières expériences en programmation sur la console grâce à cet outil.
  - Famicom MODEM - Un modem permettant de se connecter au serveur de Nintendo, sur lequel se trouvaient des blagues, des news (nouvelles), des astuces de jeu, des bulletins météo pour le Japon et quelques jeux téléchargeables.

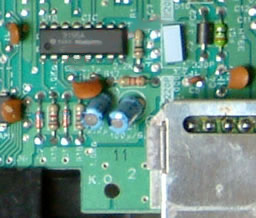
Vue intérieure de la NES, montrant en haut à gauche la puce de protection 10NES empêchant les jeux non autorisés de fonctionner comme ceux qui étaient régionalisés.

- Puces sonores externes
Les cartouches de la Famicom disposent de deux broches qui permettent aux jeux d'émettre du son via des sources externes. Ils ont été prévus à l'origine pour soutenir la puce gérant le son du Famicom Disk System. Ces broches ont été enlevées sur les cartouches de la NES, et ont été replacées sur le port d'extension à l'arrière. Par conséquent, les cartouches n'ont pas pu se servir de cette fonctionnalité, et beaucoup de localisations sur la NES ont un son inférieur à leurs versions japonaises. Castlevania III: Dracula's Curse en est un exemple notable.
- Manettes câblées
La Famicom originale comporte deux manettes câblées non débranchables. En outre, la deuxième manette dispose d'un microphone interne utilisable avec certains jeux. Ces manettes et le microphone ont ensuite été mis de côté lors de la conception de la Famicom AV, en faveur de deux manettes branchables à l'avant, sur des ports 7 broches, comme sur la NES.
- Puce d'authentification
La Famicom ne contient aucun dispositif de verrouillage, et en conséquence, les cartouches non autorisées (jeux pirates ou non licenciés vendus illégalement) étaient extrêmement courants dans l'ensemble du Japon et de l'Asie. La NES originale (mais pas la NES 2) contient la puce d'authentification 10NES, qui a augmenté de manière significative le défi pour les pirates. Quelques années plus tard, des joueurs ont découvert qu'en démontant la NES et qu'en coupant une simple broche de la puce d'authentification, la sécurité n'est plus fonctionnelle, et permet de jouer aux produits vendus illégalement[56]. La version européenne de la console a employé un système de verrouillage régional, qui a empêché des cartouches sorties dans la région A d'être jouées sur des consoles de la région B, et vice-versa.
- Sortie audio/vidéo
La Famicom originale comporte une prise RF modulator pour la sortie audio/vidéo, alors que la NES nord-américaine comporte une prise RF modulator et une prise RCA composite. Le modèle de NES vendu en France ne comporte qu'une sortie RVB propriétaire sur lequel se branche un câble Péritel. La version européenne et la version Mattel disposent de la même connectique que les NES nord-américaines. Enfin, La Famicom AV comporte uniquement une prise RCA composite, et la NES Top Loader uniquement une prise RF modulator.

### Défauts de conception
Cette section ne s'appuie pas, ou pas assez, sur des sources secondaires ou tertiaires indépendantes du sujet. Le texte peut contenir des analyses inexactes ou inédites de sources primaires.
Pour l'améliorer, ajoutez-en, ou placez des modèles {{Source secondaire souhaitée}} ou {{Source secondaire nécessaire}} sur les passages mal sourcés. (septembre 2022)
Quand Nintendo a sorti la NES aux États-Unis, l'apparence de celle-ci était délibérément différente de celle des autres consoles de jeu. Nintendo a voulu distinguer son produit de ceux des concurrents, et éviter la réputation généralement pauvre que les consoles avaient acquise après le krach du jeu vidéo de 1983. Un des résultats de ce parti pris est le port cartouches horizontal à l'avant de la console, reposant sur un socket ZIF. Le connecteur ZIF fonctionne très bien quand les cartouches et lui-même sont propres, et que les broches du connecteur sont nouvelles. Malheureusement, le connecteur ZIF n'est pas véritablement zero insertion force (littéralement, force d'insertion nulle). Quand un joueur insère une cartouche dans la NES, la force appuyant la cartouche dans son port plie légèrement les broches de contact. L'insertion et le déplacement répétés des cartouches usent rapidement les broches, et le ZIF se montre en fait bien plus vulnérable à la saleté et la poussière qu'un connecteur standard industriel. Ces problèmes viennent du choix de Nintendo à propos des matériaux utilisés : le connecteur ZIF du port cartouche est fait d'un alliage bon marché qui est fortement sujet à la corrosion. De plus, des accessoires comme la cartouche de cheat (triche) Game Genie ont tendance à aggraver ce problème, en pliant volontairement les broches du port cartouches pendant une partie.
Il se présentait également un problème avec la puce d'authentification 10NES : il concerne les clignotements répétés de la diode rouge, dont le rôle normal est d'indiquer si la console est éteinte ou allumée. La puce d'authentification exige une synchronisation précise afin de permettre au système de démarrer. L'encrassement, le vieillissement et les connecteurs pliés perturbent souvent la synchronisation, ce qui a pour effet de faire clignoter la diode et bloquer le démarrage du jeu. Les techniques des joueurs pour résoudre ce problème sont plutôt nombreuses, mais les trois plus connues sont de nettoyer les broches de la cartouche au moyen d'alcool pharmaceutique et de cotons tiges (marche aussi avec de l'eau), de souffler sur les connecteurs de la cartouche, et de frapper sur le côté de la console après insertion d'une cartouche. Cependant, l'utilisation fréquente de ces trois techniques peut endommager les cartouches et la console. En effet, souffler dans la cartouche tendrait à augmenter le taux d'oxydation des broches, derrière les cartouche NES on peut lire "... Ne pas nettoyer avec du benzène, diluant, alcool ou autre solvant de même nature. ..." donc c'est sans doute la même chose pour les broches et frapper la console est logiquement déconseillé. Une autre technique consiste à ouvrir la console afin de redresser les ports cartouches avec un tournevis plat. En 1989, Nintendo a sorti le NES Cleaning Kit pour aider les cartouches et les consoles des joueurs à rester propres.
Quand est sortie la NES 2, dont le port cartouches est situé sur le dessus de la console, Nintendo a corrigé le problème du ZIF en le remplaçant par un connecteur standard, et a éliminé la puce 10NES. Les deux versions de la Famicom ont utilisé des connecteurs standard, de même que les consoles suivantes de Nintendo, la Super Nintendo et la Nintendo 64.
Pour remédier à ces défauts de matériel, des « Nintendo Authorized Repair Centers » (Centres autorisés de réparation de Nintendo) sont apparus aux États-Unis. D'après Nintendo, un programme d'autorisation a été conçu pour s'assurer que les machines soient correctement réparées. Nintendo livrait les pièces de rechange nécessaires aux seuls magasins qui avaient souscrit à ce programme. Dans la pratique, le processus d'autorisation n'apportait rien, si ce n'est le privilège de payer des frais à Nintendo[réf. nécessaire].

### Spécifications techniques
- Dimensions :
  - Occident :
    - NES : 25,4 cm de longueur × 20,3 cm de largeur × 6,4 cm de hauteur (Note : le clapet ouvert fait 2,5 cm de hauteur)
    - NES 2 : 15,2 cm de largeur × 17,8 cm de longueur × 3,8 cm de hauteur.
    - Cartouche : 11,9 cm de largeur × 13,3 cm de longueur x 2 cm de hauteur.La technologie de la puce 6502 de MOS Technology a servi de base pour la fabrication par Ricoh du processeur central de la NES.

  - Japon :
    - Cartouche : 13,5 cm de largeur × 7,6 cm de longueur.

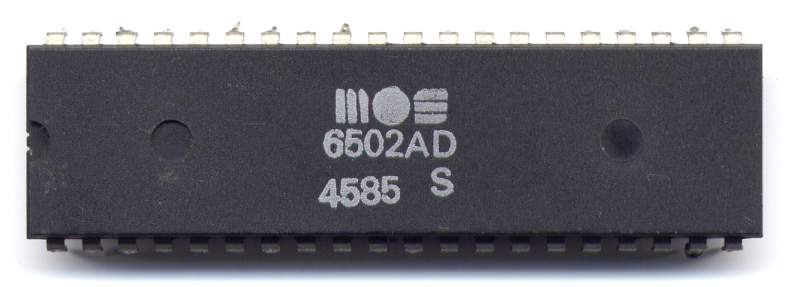
La technologie de la puce 6502 de MOS Technology a servi de base pour la fabrication par Ricoh du processeur central de la NES.

- CPU : processeur 8 bits de Ricoh basé sur un cœur 6502 de MOS Technology modifié.
  - Différences entre régions :
    - Version NTSC, nommée RP2A03, tournant à 1,79 MHz.
    - Version PAL, nommée RP2A07, tournant à 1,66 MHz.

  - Mémoire RAM principale : 2 Ko, (avec la possibilité d'en mettre plus sur la cartouche de jeu si nécessaire).
  - Audio intégrée : PSG personnalisé incorporé au processeur, constitué de 5 canaux audio :
    - 2 canaux programmables à 16 niveaux de volume, capables d'émettre des signaux alertant entre des volumes hauts et bas à 4 rapports cycliques différents (12,5%, 25 %, 50 % et 75 %). Le matériel est capable de contrôler le volume avec des enveloppes rudimentaires; il est aussi possible pour le programme de contrôler le volume afin de faire des enveloppes plus complexes. Les fréquences possibles vont de 54 Hz à 28 kHz.
    - 1 canal générant une vague triangulaire. La fréquence est programmable (27 Hz - 56 kHz), mais le volume est fixe, car la vague triangulaire utilise déjà les 16 niveaux de volume du canal pour se générer. Il est cependant possible d'atténuer le volume de sortie de la vague en envoyant des valeurs hautes au conteur du canal delta-PCM documenté plus bas, en raison du fonctionnement du mixage de son de la console[57]. Super Mario Bros. utilise cette technique.
    - 1 canal émettant du bruit blanc à 16 fréquences possibles et 16 niveaux de volume. La longueur de la séquence-pseudo aléatoire émise par le canal peut être changée entre deux longueurs prédéfinies; l'une est assez longue, alors que l'autre est très courte et émet donc un son plus cru et métallique. Cette deuxième longueur ne fut utilisée qu'assez rarement.
    - 1 canal delta-PCM, qui lit des échantillons audio codés en delta sur 1 bit, avec 16 fréquences d'échantillonnage possibles (4,2 kHz - 33,5 kHz). Il est également possible pour le programme d'écrire directement des valeurs 7-bits sur ce canal en temps réel.
- PPU : processeur vidéo 8 bits de Ricoh modifié.
  - Différences entre régions :
    - Version NTSC, nommée RP2C02, tournant à 5,37 MHz.
    - Version PAL, nommée RP2C07, tournant à 5,32 MHz.

  - Mémoire vive : 2 ko (sans compter la mémoire morte et/ou vive présente dans les cartouches)
  - Définition d'affichage : 256×240 pixels.
  - Palette de couleurs : 64 couleurs, dont quelques couleurs identiques (53 couleurs différentes).Une représentation de la palette de la NES. Les couleurs variaient légèrement d'une télévision à l'autre.

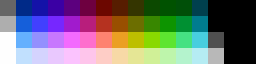
Une représentation de la palette de la NES. Les couleurs variaient légèrement d'une télévision à l'autre.

  - Couleurs affichables : 4 différentes palettes de 4 couleurs pour les sprites (une entrée de la palette servant à la transparence), et 4 autres palettes de 4 couleurs pour les tiles. Il est possibe de changer les palettes d'un retraçage horizontal à un autre.
  - Sprites pris en charge électroniquement (DMA) :
    - Nombre maximal de sprites à l'écran : 64.
    - Nombre maximal de sprites par scanline : 8.
    - Taille des sprites (taille globale pour tous les sprites à la fois) : 8×8 pixels ou 8×16 pixels.
- Support utilisé pour les jeux :
  - Cartouches.
  - Disquettes avec le Famicom Disk System. Des disquettes, le support utilisé pour les jeux du Famicom Disk System.

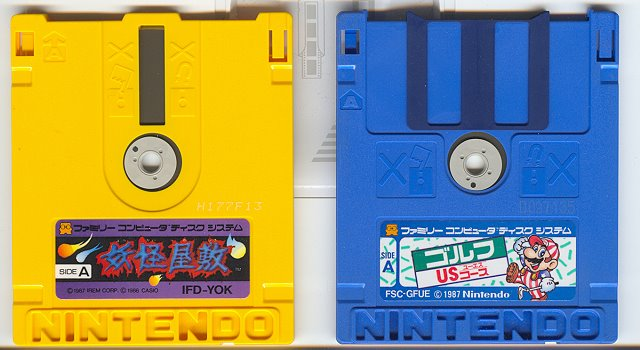
Des disquettes, le support utilisé pour les jeux du Famicom Disk System.

## Développeurs tiers
Cette section ne s'appuie pas, ou pas assez, sur des sources secondaires ou tertiaires indépendantes du sujet. Le texte peut contenir des analyses inexactes ou inédites de sources primaires.
Pour l'améliorer, ajoutez-en, ou placez des modèles {{Source secondaire souhaitée}} ou {{Source secondaire nécessaire}} sur les passages mal sourcés. (septembre 2022)

Ce Nintendo Seal of Quality se trouve sur toutes les cartouches de la NES officiellement licenciées, sorties en Amérique du Nord. Le sceau des cartouches européennes lui est similaire.

À l'époque, le quasi-monopole de Nintendo sur le marché des consoles de salon avait une grosse influence sur l'industrie, dépassant même celle d'Atari à son apogée du début des années 1980. Plusieurs pratiques de gestion de Nintendo pendant cette période ont été fortement critiquées, et ont pu avoir joué un certain rôle dans sa croissance en part de marché tout au long des années 1990. À la différence d'Atari, qui n'est jamais allé activement au-devant des développeurs tiers, et jusqu'à essayer de forcer Activision à cesser la production de jeux sur Atari 2600, Nintendo avait anticipé et encouragé la participation des développeurs tiers sur sa console. Une participation qui devait cependant respecter les conditions de Nintendo. À cet effet, une puce d'authentification, le 10NES, se trouve dans chaque console et dans chaque cartouche officiellement licenciée. Si la puce de la console ne peut détecter celle à l'intérieur de la cartouche, le jeu ne se charge pas. Nintendo combina ceci avec une campagne marketing introduisant le Nintendo Seal of Quality. Ces publicités montraient un magicien en robe violette, qui expliquait aux consommateurs que le Nintendo Seal of Quality était l'unique assurance qu'un jeu était bon, et, implicitement, que tous les jeux sans ce sceau étaient mauvais. En réalité, ce symbole signifiait seulement que le développeur avait payé les frais de licence, et n'avait rien à voir avec la qualité du jeu.
Cette démarche était intéressée, car les développeurs et éditeurs tiers étaient dès lors contraints de payer des frais de licence à Nintendo, de se soumettre à l'assurance qualité de Nintendo, d'acheter les kits de développement de Nintendo, et de passer par Nintendo pour la fabrication des cartouches et des emballages. Nintendo a testé et fabriqué tous les jeux avec ses propres installations (soit pour une partie des frais de licence, soit pour un coût additionnel), s'est réservé le droit de fixer les prix des jeux, a censuré le matériel qu'il considérait comme inacceptable, a décidé du nombre de cartouches de chaque jeu qu'il fabriquerait, et a placé des limites sur le nombre de titres qu'il permettrait à un éditeur tiers de produire sur une période donnée (cinq par an). Cette dernière restriction a mené plusieurs éditeurs à établir ou utiliser des filiales pour contourner la politique de Nintendo (comme la filiale Ultra de Konami ou la filiale LJN d'Acclaim Entertainment).
Ces pratiques avaient pour dessein non seulement de garder les développeurs sous contrôle, mais également de manipuler le marché lui-même : en 1988, Nintendo a commencé à orchestrer des ruptures de stock intentionnelles de jeux afin d'augmenter la demande des consommateurs. Nintendo refusait de pourvoir pleinement aux besoins des détaillants, une politique que Peter Main, directeur de la communication chez Nintendo of America, appelait pudiquement « gestion des stocks ». Les détaillants, qui tiraient un grand pourcentage de leur bénéfice des ventes de hardware et de jeux Nintendo (comme Toys "R" Us qui avait publié que 17 % de ses ventes et dont 22 % de ses bénéfices venaient des marchandises de Nintendo), étaient relativement impuissants à mettre un terme à ces pratiques. En 1988, plus de 33 millions de cartouches de NES ont été vendues aux États-Unis, mais les évaluations suggèrent qu'avec la demande réelle, ces chiffres auraient pu monter vers les 45 millions. Puisque Nintendo contrôlait la production de toutes les cartouches, il pouvait imposer ses règles aux développeurs tiers. Ces contraintes rigoureuses sur la production ont pu affecter plusieurs petits développeurs, car même lorsque la demande pour leurs jeux était forte, Nintendo limitait la production et donc leurs bénéfices.
Plusieurs compagnies ont commencé à produire des jeux non licenciés, refusant de payer les frais de licence, ou ayant été rejetés par Nintendo. La plupart de ces compagnies ont créé des circuits qui envoyaient une pointe de tension pour saturer la puce d'authentification de la NES. Atari a également créé une ligne de produits non licenciés pour la NES, en utilisant sa filiale Tengen, et a utilisé sa propre technique de contournement : la compagnie a obtenu une description de la puce d'authentification via le United States Patent and Trademark Office, en affirmant qu'elle en avait besoin pour se défendre contre des réclamations. Tengen a alors employé ces documents pour concevoir sa propre puce dénommée Rabbit, qui reproduisait la fonction du 10NES. Nintendo a entamé des poursuites contre Tengen, que la compagnie américaine perdit en raison de l'utilisation frauduleuse du brevet édité. Les réclamations sur le droit de la concurrence de Tengen contre Nintendo n'ont jamais abouti.
Quelques jeux non licenciés sortis en Europe et en Australie étaient sous forme de dongle qui se reliait à un jeu licencié, afin d'utiliser la puce d'authentification du jeu autorisé pour démarrer la console. Bien que le succès de Nintendo dans les poursuites de telles compagnies ait été variable (comme dans le cas de Galoob contre Nintendo of America, où le tribunal a donné raison à Galoob et à son Game Genie), la plupart des sociétés attaquées par Nintendo ont finalement été contraintes de se retirer des affaires ou d'interrompre leur production, en raison des amendes ou des frais de cour occasionnés par des procès prolongés. Le cas de Color Dreams, qui produisait des jeux vidéo chrétiens via leur filiale Wisdom Tree, est une exception notable. Nintendo ne les a jamais poursuivis, craignant une réaction hostile des joueurs.
Les compagnies qui ont produit les jeux et/ou les accessoires non licenciés pour le marché occidental incluent : Active Enterprises, American Game Cartridges, American Video Entertainment, Bunch Games, Camerica, Codemasters, Color Dreams, Galoob, Home Entertainment Suppliers, Panesian, Tengen et Wisdom Tree. Après l'arrivée de la MegaDrive (Sega Genesis en Amérique du Nord), Nintendo a commencé à faire face à une vraie concurrence, et au début des années 1990 a été forcé de réévaluer sa politique envers les développeurs tiers, dont beaucoup commençaient déjà à produire pour d'autres systèmes. Quand la NES 2 est sortie, la puce d'authentification 10NES fut retirée de la console, marquant la fin de cette politique envers les développeurs tiers.

## Diverses influences

### Famiclones
Cette section ne s'appuie pas, ou pas assez, sur des sources secondaires ou tertiaires indépendantes du sujet. Le texte peut contenir des analyses inexactes ou inédites de sources primaires.
Pour l'améliorer, ajoutez-en, ou placez des modèles {{Source secondaire souhaitée}} ou {{Source secondaire nécessaire}} sur les passages mal sourcés. (septembre 2022)
Un marché de fausses NES a émergé pendant l'apogée de la console, en particulier sur des territoires où Nintendo n'avait pas officiellement diffusé la console. Ces clones, ou Famiclones, furent vite appréciés, notamment la Dendy (Денди en russe), une reproduction fabriquée en Russie et dans d'autres nations de l'ancienne Union soviétique, où elle était la console la plus populaire de l'époque, appréciée autant que l'étaient la NES et la Famicom en Amérique et au Japon. Le marché des clones a persisté, et s'est même épanoui après l'arrêt de la production de la NES. Alors que celle-ci disparaissait des mémoires, de nombreux clones ont adopté l'apparence de consoles plus récentes. Des clones de la NES ont été vendus avec l'aspect visuel des MegaDrive, des Super Nintendo, et ressemblant même à des consoles plus récentes d'une quinzaine d'années, comme la GameCube, la PlayStation 2 et la Xbox. Certains de ces clones n'en sont pas restés aux fonctionnalités originales de la NES, comme la Pocket Fami, une console portable avec écran LCD couleurs, ou comme les clones utilisant de faux Famicom Keyboard pour devenir des sortes d'ordinateurs personnels.
Comme pour les jeux et accessoires non licenciés, Nintendo n'hésitait pas à recourir à des actions en justice pour contrecarrer les fabricants et interdire la vente des contrefaçons. De plus, de nombreux fabricants incluaient directement des copies de jeux sous licence Nintendo dans leurs clones, ce qui est une infraction au droit de la propriété intellectuelle dans beaucoup de pays. Ainsi, en 2004, Nintendo of America a gagné un procès contre les fabricants du Power Player Super Joy III, un clone de la NES qui était vendu en Amérique du Nord, en Europe et en Australie. Bien que la plupart des copies de la NES n'aient pas été produites avec la licence de Nintendo, le Twin Famicom, conçu par Sharp Corporation, fut une des exceptions. Il était compatible avec les cartouches de la Famicom et les disquettes du Famicom Disk System, était disponible dans deux couleurs (rouge et noire) et ses manettes câblées étaient semblables à celles utilisées par la Famicom, seule la forme de la console étant différente.

### Bornes d'arcade
Cette section ne s'appuie pas, ou pas assez, sur des sources secondaires ou tertiaires indépendantes du sujet. Le texte peut contenir des analyses inexactes ou inédites de sources primaires.
Pour l'améliorer, ajoutez-en, ou placez des modèles {{Source secondaire souhaitée}} ou {{Source secondaire nécessaire}} sur les passages mal sourcés. (septembre 2022)

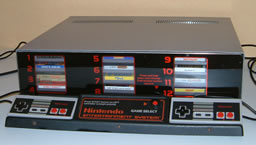
Le M82 Demo Unit, une borne d'arcade sortie en France.

Nintendo distribua en France, à la disposition des revendeurs, des bornes d'arcade dénommées M82 Demo Unit, qui permettaient aux clients de tester gratuitement des jeux. Ces bornes, fabriquées par Bandaï, utilisent le même matériel et les mêmes cartouches que la NES, et sont également zonées. Elles disposent de cinq prises manettes et de douze ports cartouches, dans lesquels le revendeur place les jeux de son choix. Le client choisit un des jeux à l'aide d'un bouton, et une partie commence pour une durée limitée, déterminée par le revendeur (comme trois minutes, six minutes, etc.). Des bornes similaires existaient au Japon et en Amérique du Nord.
Sorti sur les trois continents à partir de 1989, le PlayChoice-10 est une borne d'arcade peu commune, puisque le client paye une certaine somme d'argent en fonction du temps qu'il veut jouer. Basé sur l'architecture de la NES, il comporte dix ports cartouches, deux joysticks et deux écrans. L'écran du bas affiche le jeu, et celui du haut la liste des jeux, suivi des informations sur le jeu choisi, comme une liste des commandes ou la durée restante de la partie. Malgré l'énorme succès du Playchoice 10, Nintendo en arrêta la production en 1992.
Le VS. System, distribué uniquement au Japon, est une borne d'arcade qui se trouvait généralement dans les bars. Également conçue sur le modèle de la NES, il en existait deux versions : le classique Unisystem pour un seul joueur, et le Dualsystem pour deux joueurs via deux bornes interposées. À la différence du Playchoice, les parties n'étaient pas à durée limitée mais s'achevaient en fonction du « Game Over », comme sur les bornes d'arcade classiques. Cette machine est aujourd'hui très rare.
Ces trois bornes d'arcade utilisaient souvent les mêmes jeux, c'est-à-dire trois ou quatre grands classiques comme les Super Mario Bros., des anciens succès d'arcade comme Donkey Kong ou Excitebike, et quelques nouveaux jeux.